# Индуизм в Шотландии
Индуизм в Шотландии появился сравнительно недавно, во второй половине XX века.
По данным переписи населения 2001 года, индуизм в Шотландии исповедовало 5600 человек, что составляло 0,1 % от общего числа населения. Большинство шотландских индуистов индийского происхождения, но есть также выходцы из Непала, Шри-Ланки, Бангладеш, Пакистана, Индонезии, ЮАР и Уганды (иммигрировавшие в Шотландию в 1970-е годы, бежав от преследований режима Иди Амина).
В Шотландии существует несколько индуистских храмов, последний из которых открылся в Глазго в 2006 году. Индуистские храмы также действуют в Эдинбурге и Данедине. В 2008 году было объявлено о планах строительства индуистского храма в Абердине.

## Международное общество сознания Кришны
В городке Лесмахагоу в 35 км от Глазго действует кришнаитский храм и эко-община Каруна-бхаван, являющийся главным храмом и штаб-квартирой Международного общества сознания Кришны в Шотландии. Храм известен тем, что в нём находится около 12 000 индуистских нерукотворных божеств шалаграма-шил — самое большое количество шил за пределами Индии, собранных в одном месте. В стеклянных теплицах Каруна-бхавана выращивают более 1000 кустарников священного растения туласи. В храме установлены божества Чайтаньи и Нитьянанды, Кришны и Вриндадеви. Каруна-бхаван также является основным кришнаитским проповедническим центром в Шотландии. Кришнаиты используют его как базу для распространения вайшнавской литературы и организации религиозных фестивалей.